# Паровоз серії 157

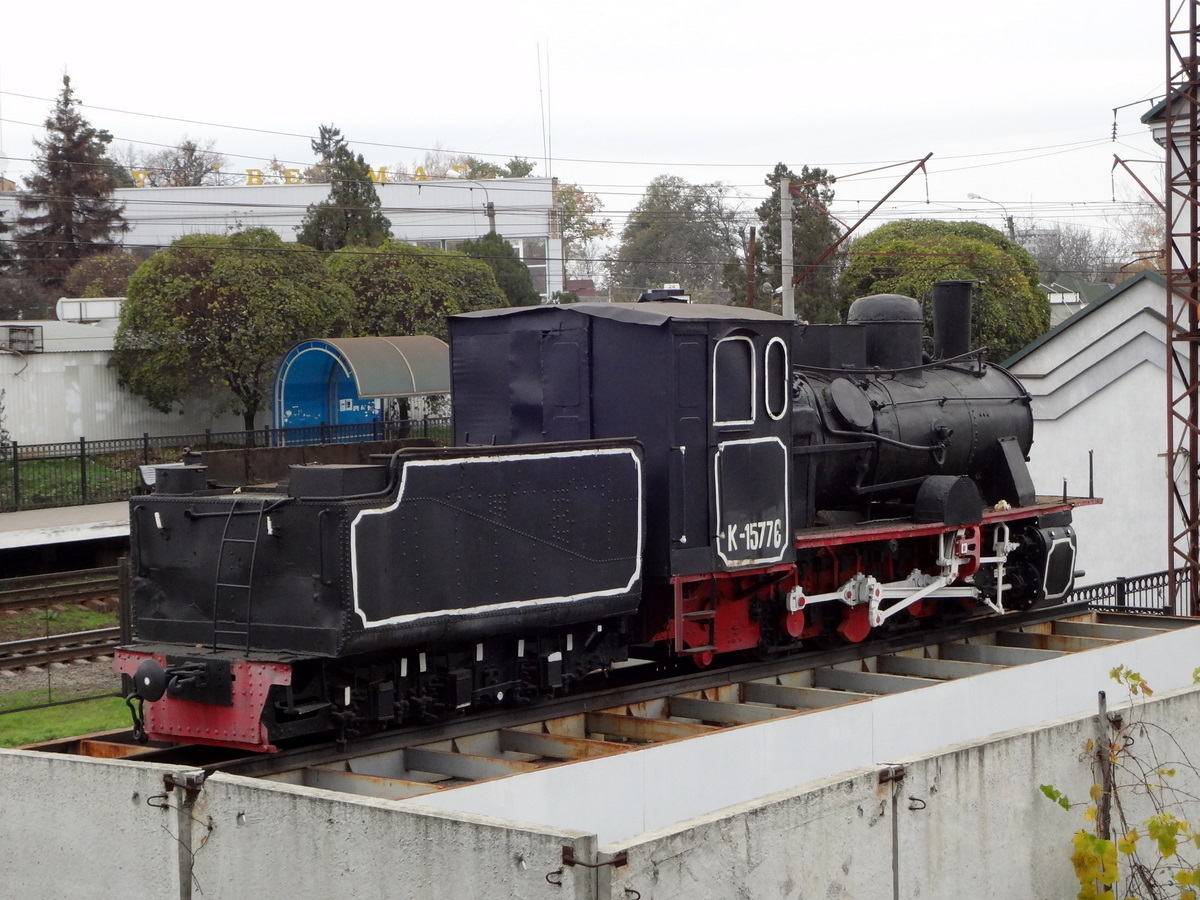
Паровоз на станції Боярка Київської області

Паровоз 157 - вузькоколійний паровоз типу 0-4-0, що випускався в 1930-х роках в СРСР. Паровоз був спроектований на Коломенському паровозобудівному заводі. В середині 30-х років минулого століття, документація на будівництво паровозів типу 157 була передана Сормовському паровозобудівному заводу, який внісши свої конструктивні зміни приступив до побудови цих паровозів з 1936 року.
Збережені паровози:
- К-157-24 - пам'ятник, встановлений біля входу на територію локомотивного депо Челябінськ-Головний
- К-157-63 - пам'ятник, встановлений в парку ім. Енгельса в Єкатеринбурзі
- К-157-76 - встановлений як пам'ятник вузькоколійці, описаної М. Островським в романі «Як гартувалася сталь», на станції Боярка Боярка (станція) Київської області. Паровоз був переданий з Бєлорєцька, його справжній номер 157К-73
- К-157-469 - в Переславскому залізничному музеї. Випущений в 1928 р., заводський номер 5674. До 1978 року працював в Чернораменському транспортному управлінні, потім був встановлений як пам'ятник у Балахне. У 1998 році знятий з постаменту і перевезений в музей.

## Технічні дані
- Серія - 157
- Осьова формула - 0-4-0
- Країна побудови - СРСР

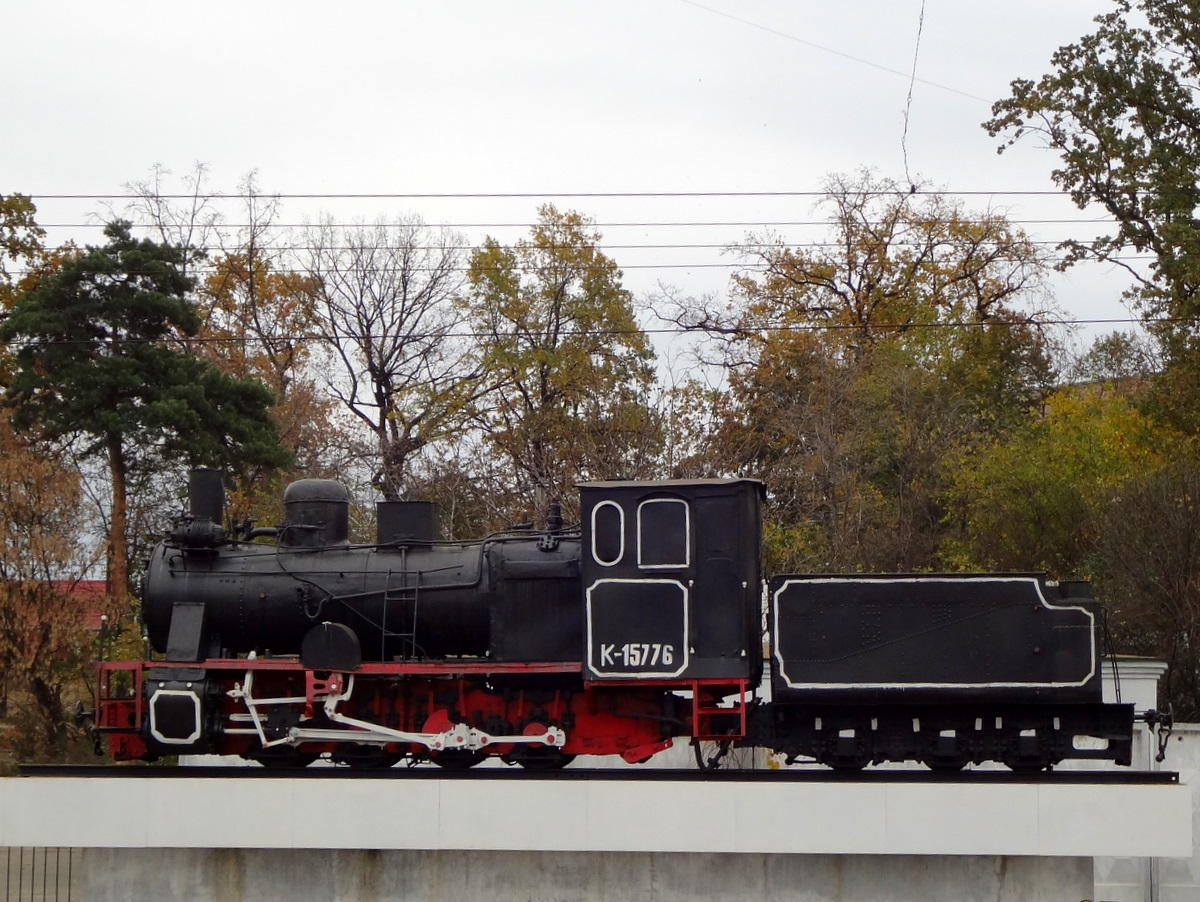
К-157-76 на станції Боярка

- Завод - Коломенський паровозобудівний завод, Сормовський паровозобудівний завод
- Ширина колії - 750 мм
- Довжина локомотива - 6.950 мм (з тендером — 11.780 мм)
- Робоча маса паровоза - 26 т
- Навантаження від рухомих осей на рейки - 6,5 т
- Конструктивна швидкість - 40 км/год
- Діаметр рухомих коліс - 800 мм
- Тиск пари - 13 кг/см²
- Випаровуюча поверхня котла = 34,33 м²
- Довжина тендера - 4830 мм